# Kontrakt menedżerski
Kontrakt menedżerski (zwany często umową o zarządzanie) – nienazwana umowa cywilnoprawna, której przedmiotem jest powierzenie sprawowania zarządu przedsiębiorstwem osobie fizycznej bądź innemu podmiotowi gospodarczemu, w celu osiągnięcia zysku. 
Wojewódzki Sąd Administracyjny w Gliwicach, w wyroku z dnia 14 marca 2011 roku (I SA/Gl 503/10), stwierdził m.in. że przepisy ustawy z dnia 26 lipca 1991 r. o podatku dochodowym od osób fizycznych (Dz.U. 1991 nr 80 poz. 350), ani kodeks cywilny nie normują pojęcia kontrakt menedżerski. Umowę taką zalicza się do umów nienazwanych, zawieranych w ramach swobody umów, do której mają zastosowanie przepisy ogólne prawa zobowiązań. Istotą tego rodzaju kontraktów jest zarządzanie przez osobę fizyczną przedsiębiorstwem, bez podległości służbowej zarządcy i bez kierownictwa dającego zlecenia. 
Z materialnoprawnego punktu widzenia, kontrakt menadżerski jest rozbudowaną umową zlecenia, o której mowa w art. 734 kodeksu cywilnego i następnych, obejmującą również świadczenie usług - czynności faktycznych - właściwych specyfice przedsiębiorstwa, którego kontrakt dotyczy. 
Treść stosunku prawnego łączącego powierzającego zarząd firmą i menedżera określona jest każdorazowo przez strony. Do składników treści kontraktu należą m.in.: 
- przedmiot umowy – najczęściej zarządzanie przedsiębiorstwem,
- obowiązki i uprawnienia menadżera,
- zadania menadżerskie,
- składniki wynagrodzenia menadżera,
- dodatkowe świadczenia otrzymywane przez menadżera,
- odpowiedzialność za wykonanie postawionych zadań,
- kryteria oceny efektywności zarządzania,
- sposoby rozwiązania kontraktu,
- zakaz konkurencji,
- tajemnica przedsiębiorstwa.

 Zapoznaj się z zastrzeżeniami dotyczącymi pojęć prawnych w Wikipedii.